# Zákon o jednotné soustavě knihoven (knihovnický zákon)
Zákon o jednotné soustavě knihoven (knihovnický zákon) byl zákon č. 53/1959 Sb. vymezující poslání a uspořádání soustavy veřejných knihoven v Československu. 
Pro knihovnický zákon bylo charakteristické vytvoření hierarchické sítě s ústřední knihovnou a spolupráce mezi jednotlivými složkami sítě. Dalším rysem tohoto zákona byla odpovědnost resortů a povinnosti zřizovatele. Tento zákon byl zrušen ke dni 1. ledna 2002 novým zákonem o knihovnách a podmínkách provozování veřejných knihovnických a informačních služeb (č. 257/2001 Sb.).

## Jednotná soustava knihoven
Jednotnou soustavu knihoven podle tohoto zákona tvořily knihovny zřizované a řízené ústředními úřady, národními výbory a jinými státními orgány, orgány společenských organizací sdružených v Národní frontě, jednotnými zemědělskými družstvy, hospodářskými a rozpočtovými organizacemi, vědeckými a kulturními institucemi. Cíle této jednotné soustavy: 
- Knihovny měly shromažďovat literaturu a pomáhat při výběru a získávání literatury
- Meziknihovní výpůjční služby
- Regionální funkce

Důležité je také hmotné zajištění knihoven.

## Státní knihovna Československé republiky
Úkoly Státní knihovny (dnes Národní knihovna ČR):
- Trvalé uchovávání domácí literatury
- Bibliografické zpracování současné i minulé literatury
- Shromažďování domácí a nejdůležitější světové literatury a zpřístupňování veřejnosti
- Provádění výzkumu

## Sítě knihoven
Síť knihoven tvořily knihovny lidové, školní, vědecké, technické, knihovny akademií věd, zdravotnické knihovny atd. Lidové knihovny se dělily na místní, okresní, krajské a byly základem jednotné soustavy.

## Řízení a koordinace knihoven
Na řízení a koordinaci knihoven se podílely:
- Národní výbory
- Ústřední úřady a orgány
- Ministerstvo školství a osvěty
- Ústřední knihovnická rada

## Pracovníci knihoven
Úkoly knihovníka:
- Získávat nové čtenáře, individuálně o čtenáře pečovat
- Doplňovat a prohlubovat potřebnou kvalifikaci zaměstnanců knihoven a dobrovolných pracovníků